# Zenički partizanski odred
Od oktobra 1941. do početka maja 1942. u dolini rijeke Bosne, uglavnom duž njene desne obale, od Kaknja na jugu do Zavidovića na sjeveru, dejstvovali su prvo Zenička partizanska četa, pa bataljon i, na kraju, Zenički NOP odred. Teritorija sa koje su izvođene akcije protiv neprijateljskih uporišta obuhvatala je prostor ograničen: sa sjevera i sjeveroistoka Krivajom i željezničkom prugom Olovo—Zavidovići, sa istoka komunikacijom Podlugovi—Vareš i Vareš—Duboštica, a sa juga i zapada  rijekom Bosnom i komunikacijom Sarajevo — Bosanski Brod.

## Pripreme za ustanak
Najveći dio ove teritorije prekriven je gustim šumama koje je eksploatisala firma „Našička DD”. To je planinsko i brdovito zemljište, ispresijecano u svim pravcima mnogobrojnim rijekama, potocima i udolinama. Jedino na južnom i jugozapadnom dijelu ima nešto oranice i pašnjaka. Taj dio je i naseljen, dok je veći dio, bez sela i stanovništva. U toku NOB-a ova teritorija nazvana je „Zenički kraj”.
Pokrajinski komitet KPJ za BiH planirao je da i u ovom kraju otpočne oružani ustanak u vrijeme kada i na Romaniji, Birču, Ozrenu i drugim krajevima istočne Bosne. Sa ustankom je trebalo da se počne prvih dana avgusta 1941, i to: rušenjem termoelektrane i industrijskih postrojenja željezare Zenica, brzim preuzimanjem vlasti u gradu, izlaskom radništva na teritoriju „Zeničkog kraja” i nastavljanjem partizanskih akcija protiv okupatora i ustaških vlasti. Zadatak je povjeren partijskoj organizaciji Zenica, koja je u to vrijeme po broju članova bila medu većim u Bosni. Imala je preko 30 članova Partije, među kojima je bilo i nekoliko starih i prekaljenih komunista revolucionara, kao što su: Ibrahim Perviz, Franjo Hen, Remzija Rebac, Neđo Radić, Mirko Davidović, Mladen Vuković, Marko Rajić, Hasan Kotlica, Ivica Vižral i drugi. Brojno još jača bila je organizacija SKOJ. Međutim, do predvidene diverzije i ustanka nije došlo zbog toga što su postavljeni zadaci zeničkoj partijskoj organizaciji bili nerealni i zbog posljedica koje su nastale izdajom Franje Lera. Franjo Ler je otkrio ustašama čitav plan akcije i uz to još priložio spisak komunista, na osnovu čega je došlo do organizovane hajke i hapšenja. Među prvima, 4. avgusta uveče, uhapšen je Franjo Hen, sekretar Mjesnog komiteta KPJ Zenica, i komunisti Savo Papić, Boško Kovačević, Ibro Goleš i Dušan Žilić. Kod njih je pronađeno sakriveno oružje. U toku sljedećih sedam dana uhapšena je još jedna veća grupa, u kojoj su bili: Marko Rajić, Vladimir Logomerac, Stjepan Golubović, Lazo Todorović, Vojo Markićević, Rade Golubić, Dušan Bujalić, Đorđe Papić, Branko Samardžić, Vojin Soldo, Đuro Došen, Derviš Imamović, Jozo Mandić, a u Klopču uhvaćeni su: Neđo i Simo Radić. Pored njih u ovoj provali bio je uhapšen i jedan broj simpatizera: Jovo Čorić, Antun Kreh, Drago Stupar, Ćazim Spahić, Rudo Savić, Ivica Šunjić i još neki.
Manji broj je onih koji su uspjeli da izbjegnu hapšenje i da se sakriju kod poznanika i prijatelja ili u šumama u neposrednoj blizini Zenice. U jednoj grupi, koja je izbjegla na desnu obalu rijeke Bosne, bili su: Ibrahim Perviz, Mirko Davidović, Mladen Vuković, Hasan Kotlica i Ivica Vižral. Ali, pogibijom Ibrahima Perviza, 6. avgusta u Blatuši, ova je grupa bila razbijena. Njeni članovi su se još neko vrijeme zadržali oko sela Ponihovo i Dračić a zatim otišli na Romaniju i stupili u Romanijski partizanski odred.
I poslije ovih događaja Pokrajinski komitet KPJ je nastojao da u „Zeničkom kraju” podigne ustanak. U tom cilju u septembru je bio upućen u Zenicu Remzija Tvrtković, a nešto kasnije i Omer Maslić. Zadatak im je bio da se povežu sa Remzijom Repcom i organizuju preostale komuniste, da formiraju i obnove partijsku organizaciju, a posebno organizaciju SKOJ, koja provalom nije bila zahvaćena, i da sa tim snagama stvore uslove za ustanak i pokrenu narod u oružanu borbu. Za kratko vrijeme oni su izvršili ovaj zadatak. Do polovine oktobra bila je obnovljena i stvorena nova partijska organizacija, u koju je primljeno i nekoliko najistaknutijih članova SKOJ; to su bili: Sead Škrgo, Salih Bešlagić, Ratko Perendija i još neki. Sekretar organizacije bio je Remzija Repac. Izvršena je i reorganizacija skojevskih grupa. Rukovođenje organizacijom SKOJ u gradu bilo je povjereno Seadu Škrgi, a u Željezari Remziji Tvrtkoviću. Novoformirana partijska organizacija izvršila je i najpotrebnije vojno-političke pripreme za ustanak. Organizovala je prikupljanje oružja, sanitetskog i drugog materijala. Stvorena je i obavještajna služba, koja je radila na prikupljanju podataka u svim važnijim institucijama NDH, pa čak i domobranskoj vojsci, u ustaškom logoru i organizaciji Kulturbunda. U ustaškom logoru i organizaciji ustaške mladeži radili su skojevci Jozo Mandić i Hela Leki, u jedinicama domobranskog garnizona simpatizer Bruno Novak i još neki podoficiri, a u Kulturbundu Vesteršek. Preko njih partijska organizacija je dolazila do dragocjenih vojnih podataka i do oružja, koje je kasnije, kada je došlo do stvaranja partizanske čete, bilo od velike koristi. Stvoreno je i nekoliko punktova u okolnim selima koji su kasnije poslužili kao veza sa partizanskim jedinicama.
O svemu što je učinjeno u Zenici Pokrajinski komitet KPJ je već polovinom oktobra dobio informaciju od Omera Maslića. Podaci koje je on prezentovao Pokrajinskom komitetu govorili su da više nije potrebno da se čeka sa ponovnim pokušajem dizanja ustanka. Odlučeno je da Omer sa jednom naoružanom grupom partizana iz odreda Zvijezda, u kojoj su bili Manojlo Popić i Gojko Uzelac, krene u „Zenički kraj”. Zadatak im je bio da prihvate grupe i pojedince koji su se, bježeći ispred ustaškog terora, krili u šumama, i da sa obnovljenom partijskom organizacijom u Zenici pokrenu narod u borbu i formiraju prve partizanske jedinice.
Kad su Maslić, Popić i Uzelac u drugoj polovini oktobra stigli na ovaj teren, prvo su se povezali sa naoružanom grupom Todora Butine a nešto kasnije i sa grupom koju je vodio Melenta Bošnjak. Zatim su prošli kroz nekoliko sela, održali sastanke u selima Ponihovu, Sviće, Pečuju, Mošćanici i još nekima, i pozvali narod na ustanak. U svim ovim selima narod ih je dobro primao. Prihvatajući poziv seljaci su u početku pojedinačno a kasnije u sve većim grupama prilazili i javljali se u partizane. Neki su otkopali sakriveno oružje i drugu ratnu opremu koju su sačuvali od vremena aprilskog rata.

## Zenička četa
Za nekoliko dana, a to je bilo krajem oktobra i prvih dana novembra, u šumi zvanoj „Šušnjara” iznad sela Ponihovo formirana je prva zenička partizanska četa. Komandir je bio Todor Butina a politički komesar Omer Maslić. Prikupljanje oružja, mobilizacija novih boraca i razbijanje ustaške vlasti u okolnim selima bile su prve akcije koje je četa odmah po svom formiranju izvodila. Često su se ovakve akcije pretvarale i u male zborove, na kojima su partizani objašnjavali smisao narodnooslobodilačke borbe i bratstva i jedinstva Srba, Hrvata i Bošnjaka. Pokušaji ustaških i domobranskih komandi da unište Zeničku partizansku četu ostali su bez uspjeha. Naprotiv, četa je kroz borbe sve više rasla i jačala. Već krajem novembra ona je brojala preko 60 naoružanih boraca, pa se prišlo ostvarenju još jedne tzv. Druge čete. Prva je ostala u selu Dračić a novooformljena, Druga je raspoređena u selo Bijela Voda. Za komandira Druge čete postavljen je Melenta Bošnjak, a za političkog komesara Remzija Tvrtković. I Prva i Druga četa imale su zadatak da svoja dejstva usmjere u smjeru Zenice i Kaknja sa ciljevima: da ruše prugu, ometaju saobraćaj i razbijaju aparat ustaške vlasti na ovoj teritoriji.
Borbe u decembru i do polovine januara 1942. godine poprimile su organizovaniji oblik i prerasle u akcije jačih razmjera, u kojima je neprijatelj trpio ozbiljne gubitke. U tom periodu izvedeno je 13 manjih i većih akcija, najvećim dijelom na željezničku prugu, žandarmerijska i domobranska uporišta i električni dalekovod Zenica—Kakanj. U svim ovim borbama ubijeno je, ranjeno i zarobljeno nekoliko stotina neprijateljskih vojnika. Zaplijenjeno je dosta oružja, municije i druge ratne opreme. Najuspješnije su bile akcije na željezničku stanicu Begov Han, na žandarmerijske stanice Perin Han i Gornja Vraca, na stražu imanja Kaznenog zavoda u neposrednoj blizini Zenice, kao i one na željeničku prugu Sarajevo — Bosanski Brod. Osim toga, u ovom periodu bilo je i nekoliko sukoba sa domobranima i ustašama koji su pokušavali da napadnu i opkole partizanske čete i da ih unište. Najžešći takav napad izvršen je 4. januara na Prvu četu u selu Dračići. Toga dana oko 120 ustaša i dvije domobranske čete pokušali su da opkole četu i da je u borbi likvidiraju. Četiri sata je trajala žestoka borba u kojoj je ubijeno i ranjeno 18 neprijateljskih vojnika a medu njima i nekoliko poznatih krvnika iz Zenice. Partizani su imali pet mrtvih i nekoliko ranjenih. Poginuli su: Luka Bakijaš, mitraljezac, Borko Lukić, Borko Poletan, Đuro Gutić i Jovo Hercegovac. Ovo su bile i prve partizanske žrtve koje su pale u borbi kod Zenice. Medu ranjenima bili su komandir čete Todor Butina, Gojko Uzelac i Đuro Milišić.
Uz svakodnevne borbe odvijao se i politički rad u četama i na terenu. Taj rad se intenzivirao kad su iz Zenice počeli izlaziti skojevci, omladinci, radnici i intelektualci. Oni su u znatnoj mjeri pomogli napore Maslića, Popića, Tvrtkovića i drugih da se što veći broj novih boraca uključi u borbu. Tada je došlo i do stvaranja prvih organa narodne vlasti u ovom kraju. U selima Ponihovo, Dračić, Bijela Voda, Pepelari i drugim izabrani su tada tzv. povjerenici a kasnije su birani i narodni odbori.
I partijska organizacija Zenica uspjela je da se u tom periodu čvršće poveže sa radnicima i građanima Zenice, da ih kroz razne aktivnosti još više angažuje ne samo na prikupljanju oružja i obavještajnih podataka nego i u pružanju otpora okupatorima i ustaškoj vlasti. U ovom pogledu korišteni su ugledniji građani Bošnjaci, koji su, po sugestijama Partije, protestovali i spasavali od hapšenja i ubijanja veći broj ne samo Bošnjaka nego i Hrvata i Srba. Uz pomoć ovih građana partijska organizacija je organizovala 27. januara javnu demonstraciju povodom hapšenja jedne veće grupe skojevaca i omladanaca Zenice. Tog dana preko hiljadu građana i seljaka Bošnjaka iz okolnih sela izašlo je na ulice i uzvikujući „Puštajte našu omladinu!” uputilo se prema zgradi Kotarskog predstojništva i zatvora. Zahtijevali su da se omladinci odmah puste. Ustaše, žandarmi i policija dočekali su ih sa uperenim cijevima puškomitraljeza i prijetnjama da će otvoriti vatru, ali se nisu usudili da to učine. Pokušavali su i sa obećanjima da će biti svi pušteni ako se demonstranti prethodno raziđu. Ali kad i to nije pomoglo, počeli su da puštaju zatvorenike. Njihov izlazak iz zatvora masa je pozdravila poklicima „Živjela naša omladina!”. Tog dana bilo je pušteno oko 25 omladinaca, a šestorica su zadržani i istu veče pod posebnim obezbjeđenjem prebačena u travnički zatvor. Ustaše ih nisu smjele zadržati u zeničkom zatvoru a ni pustiti sa ostalima, jer su od batina i mučenja tako izgledali da bi njihovo puštanje još više izazvalo i onako naelektrisanu masu građana. U ovoj grupi bili su: Salih Bešlagić, Ante Oreb, Đemal Burazerović, Jozo Mandić, Ekrem Šehalić i Alija Šestić.
Sem ovoga partijska organizacija je i kroz druge oblike svoje aktivnosti uspjela da ostvari svoj uticaj u gradu i obližnim selima i da sve to uskladi i poveže sa potrebama i daljim razvojem borbi partizanskih četa na terenu. Pored već pomenutog razgranatog obavještajnog rada, naročito je dobro organizovan bio rad sa ženama antifašistkinjama. Nekoliko simpatizerskih grupa je bilo formirano u većem broju pogona Željezare i još nekim preduzećima. Tada je uspostavljena veza i sa ilegalcima — članovima Partije u Kaknju, Begovom Hanu i Žepču, a stvoreno je još i nekoliko prihvatnih stanaca koje su, sem već pomenutih u Sviću i Babićima, poslužile kao stalna veza između Zenice i partizanskih četa. Takve stanice su bile u Tetovu, Ričicama i Begovom Hanu.

## Zenički NOP bataljon
Sve ovo, kao i uspjesi u borbi partizanskih četa, doprinijelo je da se ustanak u „Zeničkom kraju” još više rasplamsa i poveća priliv novih boraca, i to ne samo Srba nego i Bošnjaka i Hrvata. U takvim uslovima, kad su dotadašnje dvije čete postale brojno velike, donesena je odluka da se formira Zenički NOP bataljon. Radi toga su štabovi Romanijskog NOP odreda i NOP odreda Zvijezda uputili kadrovska pojačanja u Zenički kraj. Već 7. januara 1942. godine na ovu teritoriju stigao je Nikola Prodanović, a odmah iza njega i Akif Bešlić, sa jednom grupom boraca Muslimana (Bošnjaka) iz Muslimanskog bataljona Romanijskog NOP odreda. I Ozrenski odred uputio je jednu grupu od oko 30 boraca, koji su bili rodom iz Zenice ili Zeničkog kraja i koji su se do tada borili u sastavu jedinica ovog odreda. Od ovih snaga i već postojećih partizanskih četa u januaru 1942. godine u selu Pepelari formiran je Zenički bataljon od četiri čete. Jedna od ovih četa nazvana je proleterskom.
Svaka četa je dobila svoj sektor dejstva sa osnovnom orijentacijom prema Kaknju, Zenici i Zavidovićima i težištem u dejstvima na komunikaciju Sarajevo — Bosanski Brod. Prva četa je bila smještena u selu Bijela Voda, Druga u Šagoviću, Treća u Čardaku kod Zavidovića, a četvrta (Bošnjačka) u selu Pepelari, gdje je bio i štab bataljona. Formiranje bošnjačke čete u sastavu Zeničkog bataljona došlo je kao rezultat napora Partije da se u borbi protiv okupatora i kvislinga još više angažuje bošnjačko stanovništvo koje je u ovom kraju po broju predstavljalo značajan faktor. Komandant bataljona bio je Nikola Prodanović a politički komesar Manojlo Popić. Sem njih u štabu su bili još Rasim Džindo, referent saniteta, i Ratko Pernedija kao intendant. Borbe i akcije bataljona nastavljene su istom žestinom. Najznačajnija akcija bilo je napad na Begov Han, izveden 12. februara, u vrijeme kada je neprijatelj završavao svoju drugu ofanzivu i kada je na sve strane oglašavao da su partizani u istočnoj Bosni uništeni. Zenički bataljon upao je u Begov Han, ubio i zarobio oko 150 neprijateljskih vojnika, među kojima je bilo i Nijemaca i ustaša, zaplijenio oko 150 pušaka, 12 puškomitraljeza i 2 teška mitraljeza. Zaplijenjene su i velike količine municije, hrane, odijela i razne druge opreme. Pilana „Našičke DD” sa stokovima gotove građe, koja je bila pripremljena za izvoz u Njemačku, nestala je u plamenu. Zapaljena je i željeznička stanica a pruga je bila na nekoliko mjesta porušena. Tako je neprijatelj na završetku svoje ofanzive pretrpio težak udarac, i to ondje gdje je bio najosjetljiviji — na komunikaciji Sarajevo — Bosanski Brod. U ovoj akciji poginulo je svega 5—6 partizana i nekoliko ih je bilo ranjeno. Poslije ove bilo je još nekoliko značajnih akcija, koje su izvodile čete na pruzi Sarajevo — Bosanski Brod, tako da je saobraćaj vrlo često bio prekidan. Na desetine kompozicija otišlo je u rijeku Bosnu, pa čak i oklopni vozovi su nekoliko puta bili zaustavljeni i rušeni. Sem toga bataljon je vodio i svakodnevne borbe protiv ustaša, domobrana i muslimanske milicije. Najžešće takve borbe bile su na sektoru Zavidovića i u okolini rijeke Krivaje.
Kroz sve ove borbe bataljon je brojno rastao, pa su ubrzo formirane još dvije čete. Jedna je bila orijentisana prema dolini, Krivaje, a druga na komunikaciju između Žepča i Zavidovića.

## Zenički NOP odred
Početkom aprila u „Zenički kraj” stigao je Prvi udarni istočnobosanski bataljon. Sa njim je došao Svetozar Vukmanović Tempo i nekoliko članova Pokrajinskog komiteta i Glavnog štaba za BiH.
Oni su održali sastanke sa štabom Zeničkog bataljona i sa većim dijelom članstva Partije iz „Zeničkog kraja”. Od odluka koje su donesene na ovim sastancima najvažnije su bile: da se od Zeničkog NOP bataljona formira Zenički NOP odred sa četiri bataljona, da se borbena dejstva odreda prošire i na lijevu stranu rijeke Bosne u pravcu Travnika i da se dotadašnji Okružni komitet  KPJ kadrovski ojača i preformiše u novi, koji će svojim radom da obuhvati ne samo bivši zenički nego i žepački, a jednim dijelom i visočki i travnički srez.
Za komandanta odreda postavljen je Nikola Prodanović a za političkog komesara Miljenko Cvitković „Španac”. Dotadašnji politički komesar bataljona Manojlo Popić bio je predviđen da se vrati u Odred Zvijezda kao zamjenik političkog komesara odreda.

## Četnički puč
Akcijama prvog udarnog bataljona i zeničkih četa trebalo je proširiti slobodnu teritoriju, čvršće je povezati sa teritorijama koje su držali Ozrenski NOP odred i odredi koji su dejstvovali na lijevoj obali rijeke Bosne. Dalje, trebalo je organizaciono učvrstiti narodnu vlast i mobilisati novo ljudstvo. Međutim, četnički uticaj, koji je rastao poslije pučeva na Romaniji, Ozrenu i Zvijezdi, spriječio je da se to ostvari. Golub Mitrović uz pomoć svojih istomišljenika pripremio je i izveo četnički puč. Noću 8/9. maja u Trećem udarnom bataljonu koji je prije toga bio formiran u jedinicama Zeničkog odreda on je napao na svoje dotadašnje drugove i saborce. Bio je u komandi čete u Zeničkom odredu, a kada je formiran Treći udarni bataljon, on je postavljen za komandira jedne od četa tog bataljona. Položaj, koji je zauzimao omogućio mu je da pripremi izdaju i da je iznenadno i brzo izvede. Bio je čak i član Partije. Puč je pripremio u najvećoj tajnosti i izveo ga sa maksimalno postignutim iznenađenjem. Tom prilikom poginulo je oko 30 najboljih boraca i rukovodilaca čete, uglavnom članova Partije i skojevaca. Mučki su ubijeni Gojko Uzelac, Sead Škrgo, Mustafa Ganibegović, Rudi Mali, Stanislav Traup, Milan Maslić, Himzo Ćatić, Ivo Marjanović, Meho Azapagić, Kerošević zvani Pekmez i drugi. Ranjeni su bili Vlado Perić Valter, Pero Bosić i Omer Maslić, ali su uspjeli da se izvuku.
Epilog ove mučke izdaje bio je sporazum četnika sa ustašama u Zenici o zajedničkoj saradnji i borbi protiv partizana, koji je Golub Mitrović, zajedno sa svojim pomoćnicima Perom Milišom, Vojoirijem Balačem i Jovom Lakićem, potpisao 14. juna 1942. godine.
Oko stotinu boraca Zeničkog NOP odreda, koji nisu pristali uz Goluba Mitrovića ušlo je u sastav Grupe udarnih bataljona. U Trećem bataljonu Grupe, kasnije 6. istočnobosanske brigade, dvije čete, Deveta i Deseta, bile su sastavljene uglavnom od boraca iz „Zeničkog kraja”. Većina njih izgubila je živote u borbi. Najveći broj ih je poginuo u V neprijateljskoj ofanzivi na Ćurevu, Košuru i Sutjesci. Poginuli su: Omer Maslić, Manojlo Popić, Rasim Džindo, Ratko Perendija, Todor Butina, Marko i Mladen Mišura, Đuro Milišić, Mustafa Ganibegović, Velija Smajić, Džemal Drinić Šuco, Spasoje Jovandić, Alija Šopević, Pašan Džindo, Ćamil Džindo, Mašo Hanjalić, Miloš Popović, Mladem i Vlado Dragić, Ljubo Vodeb, Avdo — Brico Bešlagić, Remzija Tvrtković, Mišo Ignjatović, Simo Aleksić, Malenta Bošnjak, Bogdan Vidaček, Fuad Isaković, Mirko Karač, Jovo Krajišnik, Savo Krišković, Simo Maksimović, Ibrahim Malkoč, Pero Maslenjak, Milivoje Piljuga, Niko Subotić, Desa Todić, Ibro Čolaković, Mujo Behmen, Miljenko Cvitković, Meho Ćurković, Tahir Hadžiavdić, Enver Ajanović i drugi.

## Literatura
- Kriza odreda Архивирано на веб-сајту  (29. октобар 2019). str. 307—384.